# Вошингтон таймс
The Washington Times — американська щоденна газета. Одна з найвідоміших консервативних газет, що видаються в США. Редакція розміщена у Вашингтоні. У газеті розглядаються загальноприйняті теми з особливим акцентом на американську політику. Її гасло — «Американська газета».

## Історія
«Вашингтон таймс» була заснована в 1982 р. Мун Сон Мьоном, міжнародним інформагентством «Ньюс Уорлд Комюнікейшнс» (англ. News World Communications) — конгломератом, що володіє також газетами в Південній Кореї, Японії та Південній Америці, а також володіє іншим інформаційним агентством United Press International. Пак Бо Хі, колишній військовий аташе посольства Південної Кореї в США, був президентом і головою ради директорів. Серед членів ради директорів був Річард Рубінштейн.

На момент заснування «Таймс» у Вашингтоні існувала тільки одна газета — «Вашингтон пост». «Пост» намагалася всіляко роздавити свого конкурента, використовуючи у своїх особистих цілях суперечливий імідж засновника «Вашингтон таймс». У 2002 році на заході на честь святкування 20-річчя «Таймс» Мун сказав:
«Вашингтон таймс» відповідальна за те, щоб люди дізналися про Бога» і що «Вашингтон таймс» стане інструментом з розповсюдження істини про Бога по всьому світу».
«Вашингтон таймс» була заснована через рік після того, як «Вашингтон стар», до цього «друга газета» в окрузі Колумбія, збанкрутувала після 100 років роботи. Більша частина персоналу прийшла з Вашингтон Стар. З приходом «Таймс» було незвичним серед американських широкоформатних газет бачити газету з повнокольоровою першою смугою, повнокольорові смуги на початку кожного розділу і кольоровими елементами по всій газеті. Для «Вашингтон пост» і «Нью-Йорк таймс» на це потрібні були роки після «Вашингтон таймс». «Таймс» незвичайним чином поміщала свої передовиці та редакторські колонки в фізично окремому розділі «Коментарі» замість того, щоб, як це зазвичай практикується в американських газетах, розміщати їх у кінці першого розділу новинної стрічки. Також «Вашингтон таймс» використовували чорнила, як говорилося в рекламних телевізійних роликах, які не так легко бруднять руки читачів, як це роблять чорнила газети «Вашингтон пост». Такі дизайнерські й редакційні нововведення спричинили істотний вплив на «Вашингтон пост». З відкриттям газети на неї працювало 125 репортерів, з яких 25 % були членами Церкви Об'єднання.
Колишній спічрайтер Президента Джорджа Уокера Буша Девід Фрум у своїй книзі за 2000 рік «Як ми потрапили сюди: 1970-ті», писав, що Мун надавав газеті «Таймс» редакторську свободу.

Газету «Таймс» щодня читав Президент Рональд Рейган під час свого президентського терміну. У 1997 році він сказав:
Американці повинні знати істину. І ви, мої друзі з «Вашингтон таймс», несете її. Це не завжди було популярною роботою. Але ви володіли гучним і впливовим голосом. Як і я, ви прибули до Вашингтона в найкульмінаційнішу декаду століття. Разом ми закотили рукави і взялися до роботи. І, до речі, ми виграли Холодну війну.

## Політична позиція
Політичні погляди «Вашингтон таймс» часто називають консервативними. «Вашингтон пост» повідомляв: 
«The Times» була створена Місяцем для боротьби з комунізмом і була консервативною альтернативою тому, що він сприймав як ліберальну спрямованість The Washington Post. З того часу ця газета воювала, щоб довести свою редакційну незалежність, намагаючись продемонструвати, що це не «Манійский документ», ні посилення політичного права, а досить справедливий і збалансований вісник новин.
Консервативний коментатор Павло Вейрич якось зазначив:
«Вашингтон пост» став дуже зарозумілим, і вони просто вирішили, що вони визначають, що таке новини, а що не є новина, і вони не охоплювали багато речей, які відбувалися. І «Вашингтон таймс» змусив «Пост» охопити багато речей, за які вони не взялися б, яби «Таймс» не існувало.
У 2007 році Mother Jones сказала, що «Times» стала «важливою газетою для політичних новинних-наркоманів» незабаром після її заснування, і описала її як "консервативну газету, яка тісно пов'язана з кожною республіканською адміністрацією, з часів Рейгана. У 2009 році «Нью-Йорк таймс» повідомила:
Завдяки консервативній редакції, ця газета стала також важливим тренувальним майданчиком для багатьох зростаючих консервативних журналістів і обов'язковим для читачів цього руху. Серед них — Тоні Бланклі, Френк Дж. Гефні молодший, Ларрі Кудлов, Джон Подхорець та Тоні Сноу. 

## Кремлівська пропагандау газеті
25 вересня 2018 року у «Вашингтон таймс» була опублікована стаття «Короткий дайджест витоків української кризи від 1654 року до сьогодні», що була проілюстрована кремлівською пропагандистською історичною картою України